# Tommy Reeve
Pour les articles homonymes, voir Reeve (nom) et Vogt (homonymie).
Tommy Reeve, de son nom civil Thomas Vogt (né en 1980 à Munich) est un chanteur allemand.

## Biographie
Vogt apprend à jouer du piano à l'âge de cinq ans. Plus tard, il va vers d'autres instruments tels que la batterie, la basse et la guitare, et à l'adolescence, il commence à écrire ses premières chansons.
En 2005, Reeve commence à travailler sur son premier album dans son home studio, avec les producteurs Ricky Lawson, Martin Harrington et T. M. Stevens, entre autres. Après deux ans de travail, il présente en juillet 2007 d'abord la ballade I’m Sorry, qui prend la 24e place des singles en Allemagne. En septembre 2007 sort l'album On My Mind.
Il participe à la sélection de l'Allemagne pour le Concours Eurovision de la chanson 2008 avec Just One Woman mais n'est pas retenu.

## Discographie
Albums
- 2007 : On My Mind
- 2010 : Ready for You
- 2015 : Interview

Singles
- 2007 : I’m Sorry
- 2007 : On My Mind (Tommy Reeve, Shridhar Solanki, Martin Harington)
- 2008 : Just One Woman
- 2010 : Come Into My Life
- 2013 : Dance
- 2014 : Reach out and grab it
- 2015 : Josephina

## Source de la traduction
- (de) Cet article est partiellement ou en totalité issu de l’article de Wikipédia en allemand intitulé « Tommy Reeve » (voir la liste des auteurs).